# Terniwka
Terniwka (ukrainisch Тернівка; russisch Терновка/Ternowka) ist eine Kleinstadt in der ukrainischen Oblast Dnipropetrowsk mit etwa 23.700 Einwohnern (2024).

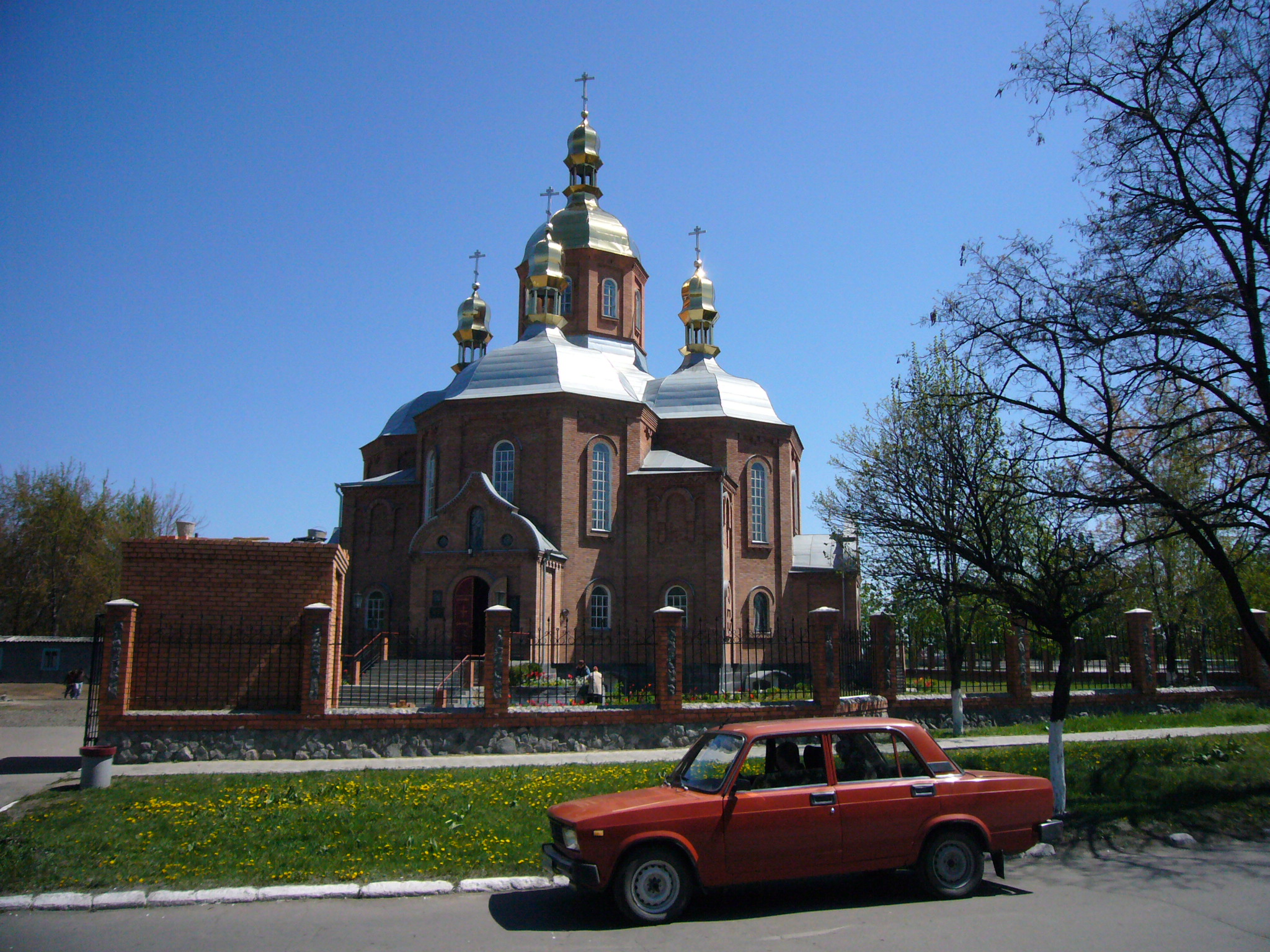
Sankt Johannes-Kirche in Terniwka

## Geographie
Die Stadt liegt im Osten der Oblast am Zusammenfluss der Welyka Terniwka mit dem Samara 20 km östlich von Pawlohrad. Am gegenüberliegenden Ufer der Welyka Terniwka liegt das Dorf Bohdaniwka. Die Entfernung zum Oblastzentrum Dnipro beträgt 96 km.

## Geschichte
Der Ort wurde 1775 auf Geheiß des Gouverneurs von Asow als Sloboda gegründet. Befreit von der deutschen Besatzung wurde der Ort am 17. September 1943. Die Entwicklung zur Stadt begann mit der Entdeckung von großen Kohlevorkommen in der Gegend im Jahre 1950. 1959 wurde die erste Tonne Kohle gefördert, 1964 wurde mit dem Abbau aus der Kohlengrube Sachidno-Donbass begonnen, im gleichen Jahr wurde der Ort auch zu einer Siedlung städtischen Typs. Seit 1976 hat Terniwka den Status einer Stadt und seit dem 9. Juni 1990 ist Terniwka eine kreisfreie Stadt.

## Verwaltungsgliederung
Am 12. Juni 2020 wurde die Stadt zum Zentrum der neugegründeten Stadtgemeinde Terniwka (Тернівська міська громада/Terniwska miska hromada). Zu dieser zählen auch 1 in der untenstehenden Tabelle aufgelistetes Dorf, bis dahin bildete sie zusammen mit dem Dorf Selena Dolyna die gleichnamige Stadtratsgemeinde Terniwka (Тернівська міська рада/Terniwska miska rada) unter Oblastverwaltung stehend im Osten des ihn umgebenden Rajons Pawlohrad.
Am 17. Juli 2020 kam es im Zuge einer großen Rajonsreform zum Anschluss des Rajonsgebietes an den Rajon Pawlohrad.
Folgende Orte sind neben dem Hauptort Terniwka Teil der Gemeinde:
| Name                     | Name          | Name                              |
| ukrainisch transkribiert | ukrainisch    | russisch                          |
| ------------------------ | ------------- | --------------------------------- |
| Selena Dolyna            | Зелена Долина | Зелёная Долина (Seljonaja Dolina) |

## Bevölkerungsentwicklung
| 1840  | 1989   | 2001   | 2005   | 2016   |
| ----- | ------ | ------ | ------ | ------ |
| 5.300 | 33.528 | 29.226 | 29.070 | 28.836 |

Quelle: 1840
1989–2016

## Persönlichkeiten
- Anastassija Rabtschenjuk (* 1983), Hürdenläuferin

## Kohlengruben in der Umgebung
- Terniwska (Тернівська)
- Sachidno-Donbaska (Західно-Донбаська)
- Dniprowska (Дніпровська)
- Samarska (Самарська)